# Провулок Миру (Київ)
Прову́лок Ми́ру — провулок у Святошинському районі міста Києва, місцевість Михайлівська Борщагівка. Пролягає від вулиці Стратонавтів до вулиці Дев'ятого Травня.
Прилучається прохід до вулиці Миру.

## Історія
Виник у 1-й половині XX століття, назва походить від назви сусідньої вулиці Миру.